# 275
El año 275 (CCLXXV) fue un año común comenzado en viernes del calendario juliano, en vigor en aquella fecha.
En el Imperio romano el año fue nombrado como el del consulado de Aureliano y Marcelino o, menos comúnmente, como el 1028 Ab urbe condita, siendo su denominación como 275 posterior, de la Edad Media, al establecerse el Anno Domini.

## Acontecimientos

### Imperio romano
- 4 de enero: Eutiquiano sucede a Félix I como el vigésimo séptimo papa.
- El emperador romano Aureliano, mientras iba camino a Persia para concluir su reinado, es asesinado en Cenofrurio (actual Çorlu) tras una confusión entre los líderes de su Guardia Pretoriana, que creyeron que iban a ser ejecutados.
- 25 de septiembre: Marco Claudio Tácito es nombrado emperador por el Senado romano tras un período de shock por la muerte de Aureliano. Es nombrado en contra de su voluntad.
- La Galia es saqueada por los francos y los alamanes que en una nueva alianza germánica atraviesan el Rin.[1]

### India
- La dinastía Pallava comienza en el sur de la India.

## Nacimientos
- Eusebio de Cesarea, religioso cristiano. (Fecha aproximada.)

## Fallecimientos
- Aureliano: Emperador romano. Es asesinado. Tras su muerte se da un periodo de confusión en el interior del Imperio que concluye con la proclamación de Diocleciano como emperador en 284.[1]